# NGC 2550
NGC 2550 este o galaxie spirală situată în constelația Girafa. A fost descoperită în 7 septembrie 1885 de către Lewis A. Swift. Se află la o distanță de 29,11 de megaparseci de Pământ.